# Birr (Argòvia)
Birr és un municipi del cantó d'Argòvia (Suïssa), situat al districte de Brugg. El 2023 tenia 4.718 habitants.